# Richard Hanley
Pour les articles homonymes, voir Hanley (homonymie).
Richard Hanley est un nageur américain né le 19 février 1936 à Evanston (Illinois) et mort le 11 mai 2022.

## Biographie
Richard Hanley dispute l'épreuve du relais 4x200m aux côtés de George Breen, William Woolsey et Ford Konno aux Jeux olympiques d'été de 1956 de Melbourne et remporte la médaille d'argent.